# 정해영
정해영(鄭海永, 1915년 9월 19일~2005년 11월 11일)은 대한민국 정치인이다. 제3·5·6·7·8·9·10대 국회의원을 역임했다. 호는 해석(海石)이다. 울산 출신이다.

## 학력
- 부산상업고등학교 졸업

## 약력
- 대동연탄주식회사 사장
- 민정당대통령 및 국회의원 선거 사무장
- 신한당정책위원회 의장, 원내총무, 부총재
- 제8대 국회부의장
- 한영의회협회 회장
- 아세아의원연맹회의 한국측 의장
- 영일정씨대종회 회장, 영일정씨포은공파종약원 이사장
- 한미의회안보회의대표 수차역임
- 명예철학박사(중화민국학술원)
- 미 버클리대학 아세아문제연구소 수료
- 원불교중앙교의회 의장
- 국토통일고문
- 보은사상연구원 이사장

## 역대 선거 결과
|  | 42.80% |

|  | 40.68% |

|  | 38.62% |

|  | 20.1% |

|  | 32.7% |

|  | 58.86% |

|  | 37.95% |

|  | 38.39% |